# Arturo García
Arturo García (Santa Cruz de la Sierra, 14 mei 1965) is een voormalig Boliviaans voetballer, die speelde als aanvaller. Hij beëindigde zijn actieve loopbaan in 1999 bij de Boliviaanse club Club Destroyers.

## Clubcarrière
García, bijgenaamd Torito, begon zijn professionele loopbaan bij Oriente Petrolero en kwam daarnaast uit voor de Boliviaanse topclubs Club Jorge Wilstermann, The Strongest en Club Blooming. Hij won driemaal de Boliviaanse landstitel.

## Interlandcarrière
García speelde in totaal acht interlands voor Bolivia, alle in het jaar 1989, en scoorde drie keer voor La Verde. Onder leiding van bondscoach Jorge Habegger maakte hij zijn debuut op 25 mei 1989 in de vriendschappelijke thuiswedstrijd tegen Paraguay (3-2), net als Francisco Takeo, Vladimir Soria, Erwin Sánchez, Miguel Rimba en Eligio Martínez. Hij scoorde tweemaal in die wedstrijd. Hij nam in dat jaar met Bolivia deel aan de strijd om de Copa América in Brazilië.
| Interlands van Arturo García voor Bolivia | Interlands van Arturo García voor Bolivia | Interlands van Arturo García voor Bolivia | Interlands van Arturo García voor Bolivia | Interlands van Arturo García voor Bolivia | Interlands van Arturo García voor Bolivia |
| №                                         | Datum                                     | Wedstrijd                                 | Uitslag                                   | Competitie                                | Goals                                     |
| Als speler van Oriente Petrolero          | Als speler van Oriente Petrolero          | Als speler van Oriente Petrolero          | Als speler van Oriente Petrolero          | Als speler van Oriente Petrolero          | Als speler van Oriente Petrolero          |
| ----------------------------------------- | ----------------------------------------- | ----------------------------------------- | ----------------------------------------- | ----------------------------------------- | ----------------------------------------- |
| 1                                         | 25 mei 1989                               | Bolivia – Paraguay                        | 3 – 2                                     | Vriendschappelijk                         | 2                                         |
| 2                                         | 1 juni 1989                               | Paraguay – Bolivia                        | 2 – 0                                     | Vriendschappelijk                         | 0                                         |
| 3                                         | 8 juni 1989                               | Bolivia – Uruguay                         | 0 – 0                                     | Vriendschappelijk                         | 0                                         |
| 4                                         | 14 juni 1989                              | Uruguay – Bolivia                         | 1 – 0                                     | Vriendschappelijk                         | 0                                         |
| 5                                         | 22 juni 1989                              | Bolivia – Chili                           | 0 – 1                                     | Vriendschappelijk                         | 0                                         |
| 6                                         | 27 juni 1989                              | Chili – Bolivia                           | 2 – 1                                     | Vriendschappelijk                         | 1                                         |
| 7                                         | 4 juli 1989                               | Uruguay – Bolivia                         | 3 – 0                                     | Copa América                              | 0                                         |
| 8                                         | 6 juli 1989                               | Ecuador – Bolivia                         | 0 – 0                                     | Copa América                              | 0                                         |

## Erelijst
Oriente Petrolero
- Liga de Fútbol

1990
 The Strongest
- Liga de Fútbol

1993
 Club San José
- Liga de Fútbol

1995